# Lazio meridionale
Il Lazio meridionale o Basso Lazio è l'area storico-geografica situata all'interno dell'attuale regione politica del Lazio, che corrisponde alle due metà meridionali delle province di Frosinone e Latina. Definita anche Lazio Borbonico, poiché appartenuta al Regno delle Due Sicilie prima del 1860 e confluita poi all'interno dello stato unitario italiano assieme alla regione Campania ed alla provincia di Terra di Lavoro (alle quali rimase sottoposto fino al 1927 data di scioglimento della Provincia ad opera del Regime Fascista), corrisponde anticamente al cosiddetto Latium Adiectum dell'epoca latina e romana, secondo alcune definizioni di quest'ultimo.

## Storia
La regione fu occupata, a partire dal 2000 a.C. circa, dalla prime popolazioni indoeuropee discese in Italia. I Latini si insediarono nella zona che chiamarono poi Latium vetus. Tale regione comprendeva la parte nord-occidentale dell'antico Latium. Nella più ampia regione verso sud-est, tra gli Appennini ed il mare, si vennero a trovare (anche in momenti successivi, ed in contrasto con i latini con i quali si contesero alcuni territori con alterne vicende) altri popoli italici quali i Volsci, gli Equi, gli Ernici,gli Ausoni e gli Aurunci, nonché alcune colonie etrusche. Questa zona eterogenea fu in seguito chiamata dai Romani Latium novum o adiectum, ovvero "aggiunto", perché era un territorio che essi avevano aggregato in seguito alle loro progressive conquiste del V e IV secolo a.C.. Si estendeva verso sud fino al tratto del fiume Liris oggi detto Garigliano; secondo Plinio il Vecchio si estendeva anche leggermente più a sud fino a Sinuessa. Il confine tra Latium vetus e latium adiectum è invece più incerto, poiché le fonti antiche lo esplicitano raramente ed in modi parzialmente contraddittori, ma delimitando l'area di originario insediamento e controllo politico dei latini, va sicuramente a porsi lungo il crinale dei Monti Ausoni settentrionali ripetendo in gran parte quello che, dopo secoli e fino ai tempi recenti, sarà il confine fra papato il Regno Borbonico che taglia in due le attuali province di Latina e Frosinone, e che definisce l'attuale Lazio meridionale.
Le due regioni storico-geografiche entrarono in seguito a far parte, insieme alla Campania, della Regio prima (più tardi nota con il nome di Latium et Campania) nella suddivisione territoriale e amministrativa stabilita dalle riforme di Augusto. In età imperiale il Lazio era ormai percepito come un'entità unica, mentre restava netta la distinzione rispetto alla Campania, con il confine fissato al fiume Garigliano. Nell'Alto Medioevo l'area si frammentò sotto l'influenza contrapposta dei Longobardi e dei Bizantini; si vennero definendo in tale epoca lo Stato Pontificio (i cui patrimonia arrivavano inizialmente al Garigliano), la Terra di San Benedetto e il Ducato di Gaeta, realtà che riaggregarono il Latium in due blocchi separati. Si creò così uno dei confini più stabili d'Europa, ma anche il più permeabile e il meno militarizzato per via del prestigio papale. Il rinascimento vide la nascita del Ducato di Sora nonché le feroci lotte contro il banditismo.

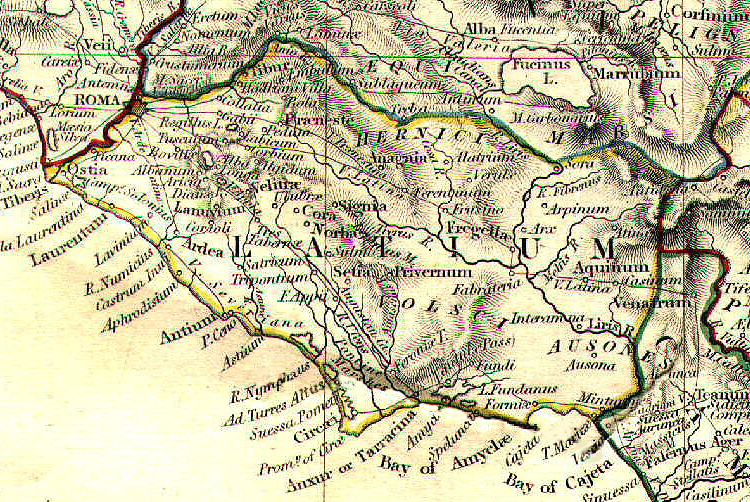
L'antico Lazio

Nell'epoca dei governi delle dinastie di origine normanno-sveva, grazie ad una politica di conquista progressiva, si definì la Terra di Lavoro del Regno di Sicilia; maggiore stabilità si ebbe quando nacque il dipartimento di Terra di Lavoro del Regno di Napoli, con capoluogo Capua fino al 1818 e poi Caserta. Si ebbero tuttavia scontri di potere, per esempio tra Capua e la sottomessa Cassino in ricerca di maggiore autonomia. Il dipartimento comprendeva l'intera attuale provincia di Caserta, la parte meridionale delle attuali province di Frosinone e Latina, parte dell'agro nolano e le isole Ponziane. Comprese addirittura per quattrocento anni una enclave pontificia: Pontecorvo. La Terra di Lavoro, come tutti i dipartimenti del Regno, era suddivisa a sua volta in circondari, mandamenti e universitas demaniali e feudali. Sora era capoluogo di circondario, e ospitava gli uffici principali; l'altro capoluogo poi passato al Lazio nel 1927 era Gaeta. A partire dal 1806 furono istituiti i più vasti e articolati "distretti amministrativi", con l'istituzione del Distretto di Gaeta e del Distretto di Sora comprendenti rispettivamente nove e otto circondari minori.

Dopo secolari negoziati tra Papato e Re Borbonici, solo il 26 settembre 1840, papa Gregorio XVI e Ferdinando II sottoscrissero un trattato di confinazione, che pose termine allo stato di incertezza (per la verità riguardante al massimo poche centinaia di metri "più in qua" o "più in là", ma la linea di confine era "grosso modo" definita da secoli e secoli) in cui versava la frontiera dei suddetti stati, causa di dispute tra le popolazioni. L'apposizione di cippi di confine in pietra avvenne tra il 1846 e il 1847.
Con regio decreto del 6 dicembre 1926 nacque la provincia di Frosinone, che includeva gran parte del Lazio meridionale, da Velletri al Garigliano; la provincia fu ridotta di dimensioni con regio decreto del 2 gennaio 1927, cedendo alla provincia di Roma la fascia tirrenica fino al golfo di Gaeta e il Veliterno; allo stesso tempo gran parte dei territori compresi nei circondari di Gaeta e Sora passarono dalla Campania al Lazio. Il 25 gennaio 1934 fu istituita la provincia di Littoria, oggi Latina, scorporando le aree più a sud della provincia di Roma; nel 1970, quando fu istituita la regione Lazio, il Latium riconquistò unità amministrativa, a scapito di quella plurisecolare che era la Terra di Lavoro, ormai completamente frammentata.

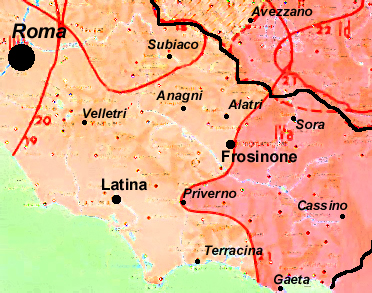
Situazione linguistica del Lazio meridionale

Alcuni fanno risalire all'attuale configurazione provinciale il faticoso sviluppo nel Novecento del golfo di Gaeta, del Cassinate e della valle di Comino, a vantaggio delle zone di Latina e Frosinone, poiché queste aree costituiscono le estreme appendici meridionali di due province verticali, con capoluoghi legati nella forte e compatta area d'influenza di Roma. Di conseguenza è stato effettuato un decentramento di alcuni uffici provinciali ed è stato anche avviato l'iter per l'istituzione di nuova provincia, spesso indicata come del Lazio meridionale; attualmente tale iter ha ottenuto un arresto, in attesa di sufficienti fondi che sopperiscano al conseguente aggravio di spesa.

## Società

### Lingua e dialetti
Il confine storico corrisponde comunque ad un confine di tipo linguistico: l'antica linea di confine tra Lazio e Campania, fino al 1870 confine di Stato, segna con buona approssimazione anche un confine linguistico tra l'area dei dialetti italiani mediani e quella dei dialetti italiani meridionali, ancorché sul versante sud si ravvisino (fino al limite del Garigliano) talvolta elementi dialettali laziali di probabile substrato, soprattutto nel vocalismo e nella fonetica in genere, ma anche, per quanto riguarda la provincia di Frosinone, nel lessico.
La fondazione di nuove province di fronte alla legge ha solo giustificazione pratica, in primis una diversa distribuzione delle risorse sul territorio: i capoluoghi Frosinone e Latina, come detto, sono molto decentrati rispetto al territorio che amministrano. Molti invece auspicano solo un maggiore decentramento degli uffici provinciali perché la creazioni di nuove amministrazioni locali creerebbe innegabilmente un aggravio di spesa.

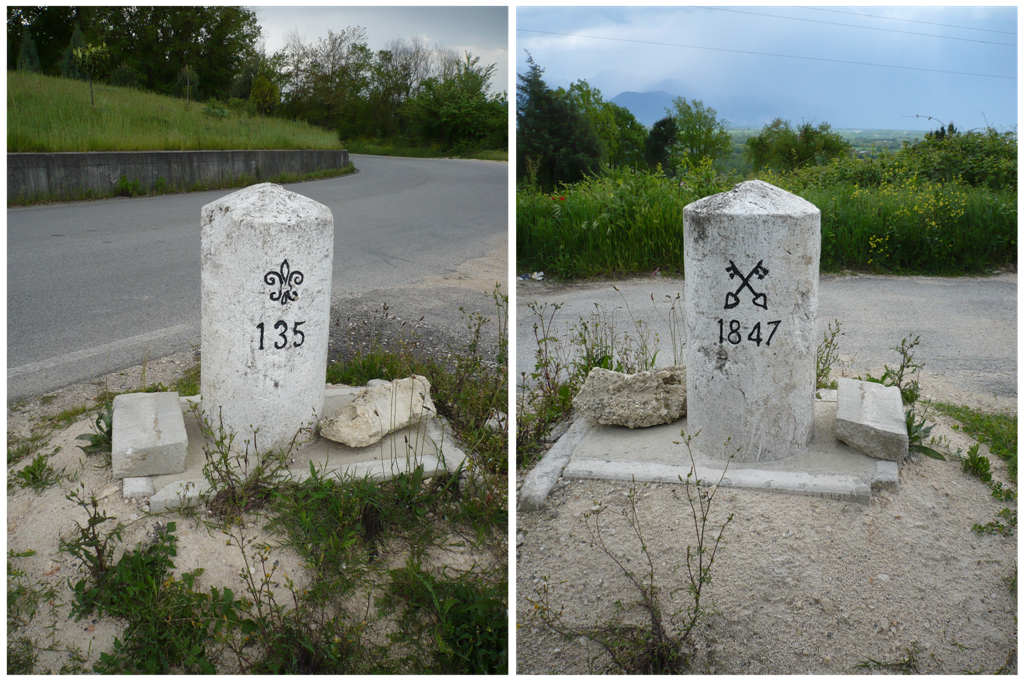
Cippo di confine tra lo Stato Pontificio e il Regno di Napoli

Va tenuto conto, comunque, che l'orientamento degli ultimi governi verso l'abolizione delle province ha, di fatto, portato al decadimento del dibattito.

### Dibattito sull'identità e istituzione di una nuova provincia
Alcuni, ignorando la discontinuità storica, identificano il Lazio meridionale con l'intero Latium di epoca classica: una regione delimitata dal Tevere, dal fiume Garigliano, dal mar Tirreno e dalle propaggini degli Appennini verso l'interno. A nord vi era la Tuscia e a sud la Campania. Tale area geografica corrisponde all'antica provincia di Campagna e Marittima e alla parte oggi laziale dell'antica Terra di Lavoro. Il confine tra le due province prima dell'Unità è stato tra i più stabili sulla Penisola.

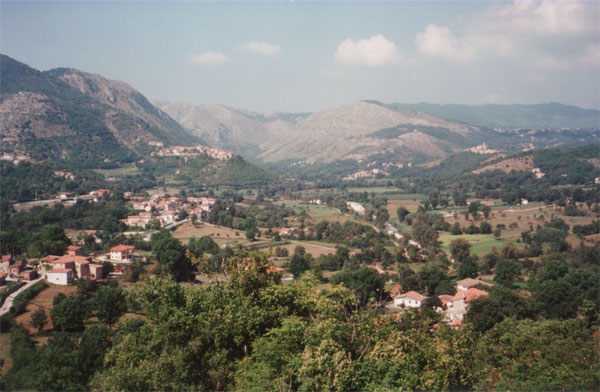
Valle di Comino

Molti altri invece, a ragion veduta,identificano con il territorio del Lazio che fece parte della Terra di Lavoro una nuova area peculiare. Questa identificazione è sostenuta da quelli che vedono la mancanza di una struttura provinciale autonoma ,un ostacolo allo sviluppo di questo territorio.
Tali considerazioni hanno dato origine a movimenti che puntavano alla formazione di una nuova provincia nel Lazio Meridionale. Tali movimenti sono stati particolarmente vivaci nel Cassinate che, tra 1956 e 2006, è stato al centro di ben dieci proposte di legge per far diventare Cassino capoluogo di una nuova provincia. Le proposte parlamentari sono state presentate dagli on.li Angelucci (1956); Picano (1984); Pecoraro Scanio (1996), Testa (1997), Magliocchetti (1997) (queste ultime supportate dalla nascita nel 1999 del MASL, Movimento Autonomista Sud Lazio), Tofani (2004), La Starza-Conte (2004) e, infine, dall'on.le Formisano (2006); le iniziative a livello regionale sono state prese dal consigliere Gentile (1993) e dai consiglieri Vitelli-Collepardi (1998).
Mentre le proposte iniziali riguardavano l'istituzione della "Provincia di Cassino", dal 1996 si iniziò a parlare di "Provincia del basso Lazio" o "Provincia del Lazio Meridionale" con capoluogo Cassino, ma comprendente anche il comune di Sora, in modo da ricalcare i confini storici della Terra di San Benedetto. L'ultima proposta, datata 2006, prevedeva invece una provincia "tripolare", con capoluoghi le città di Cassino, Sora e Formia.
Tale proposta, che veniva giustificata dal fatto che l'attuale configurazione territoriale “longitudinale” delle provincie di Frosinone e Latina, con la posizione dei relativi capoluoghi a una distanza considerevole (talvolta superiore a 100 chilometri) dalla maggior parte dei comuni del Lazio meridionale, avesse determinato nel tempo scelte politico-amministrative troppo spesso sbilanciate in favore delle aree settentrionali della provincia, anche per effetto della forza centrifuga esercitata dal polo romano. La suddetta proposta parlamentare era rafforzata dalle delibere favorevoli di 41 dei 63 comuni interessati, che rappresentavano la maggioranza della popolazione dell'area stessa (circa 205.000 abitanti su 310.000 complessivi).

## Cultura

### Università degli Studi di Cassino e del Lazio Meridionale
Istituita nel 1979, l'Università degli Studi di Cassino e del Lazio Meridionale è il fulcro della cultura nel Sud del Lazio. Ha sede a Cassino e per via della sua posizione strategica sull'antica via Casilina che collega Roma a Napoli, costituisce il punto di incontro tra le città del Lazio Meridionale, della Campania, del Molise e dell'Abruzzo dalle quali canalizza la maggior parte degli studenti, anche grazie alla tradizione umanistica e culturale portata avanti nei secoli dall'abbazia di Montecassino. Ha inoltre sedi distaccate a Frosinone, Sora ed Atina.

## Mappe varie

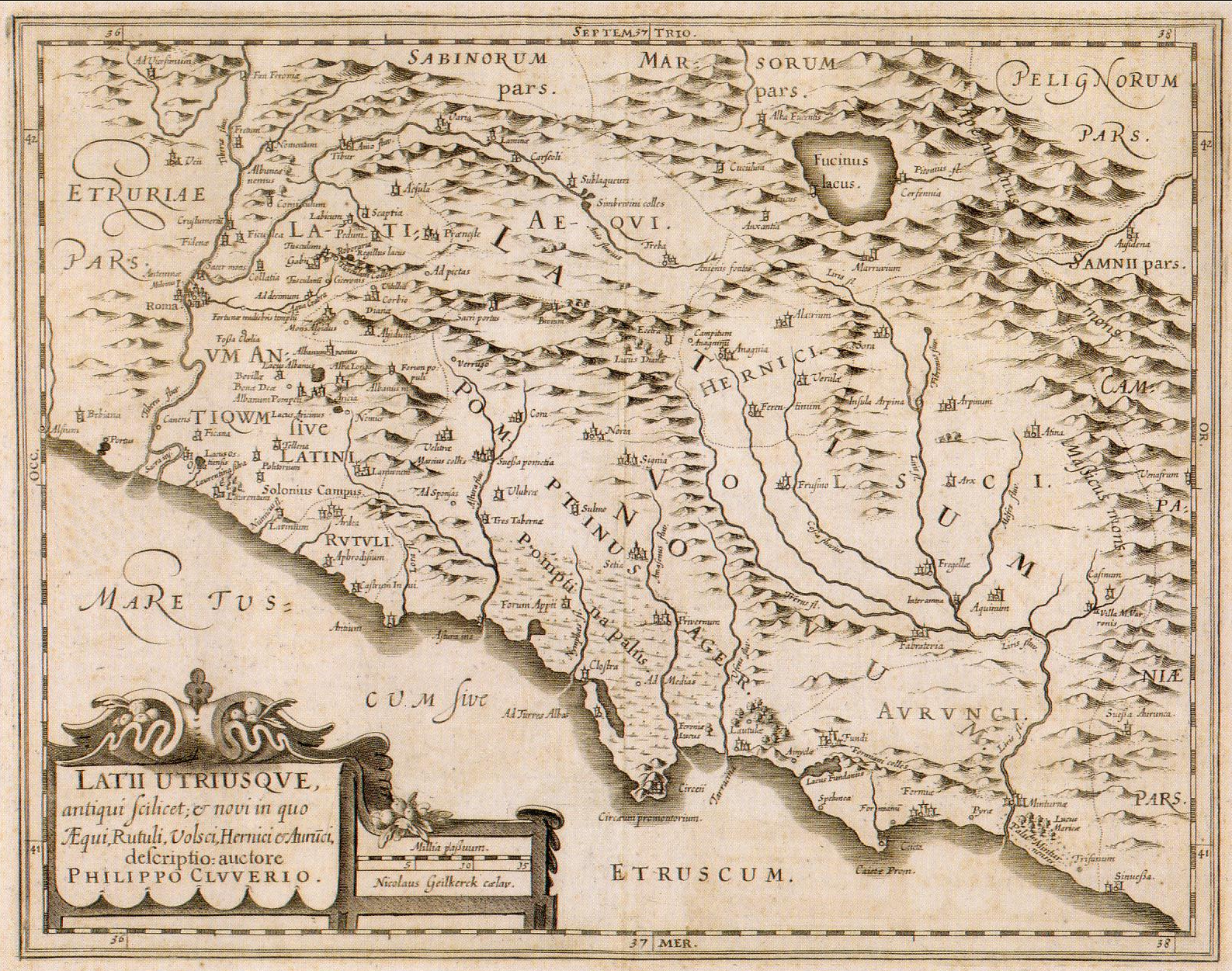
Filippo Cluverio, Latium Utriusque, 1624
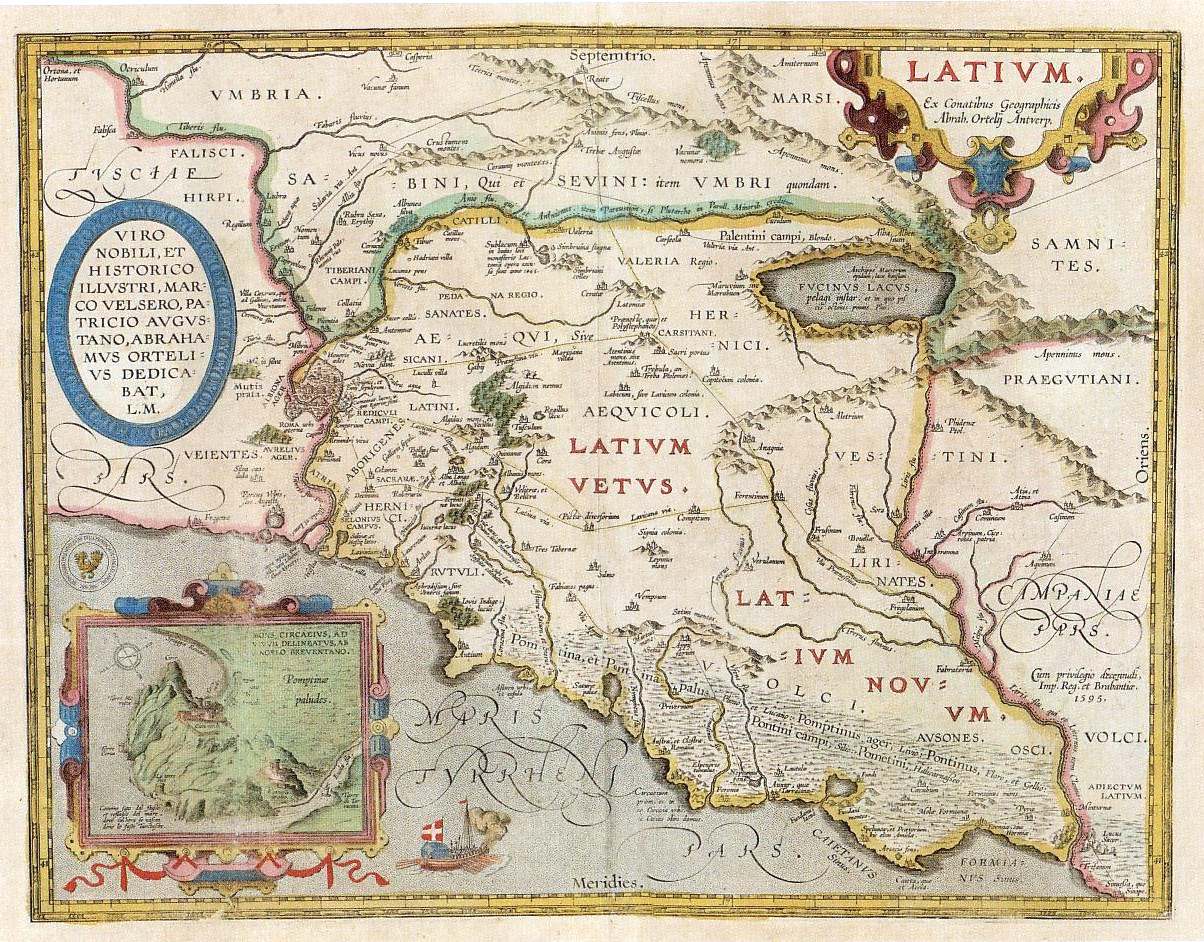
Abraham Ortelius, Latium, 1595
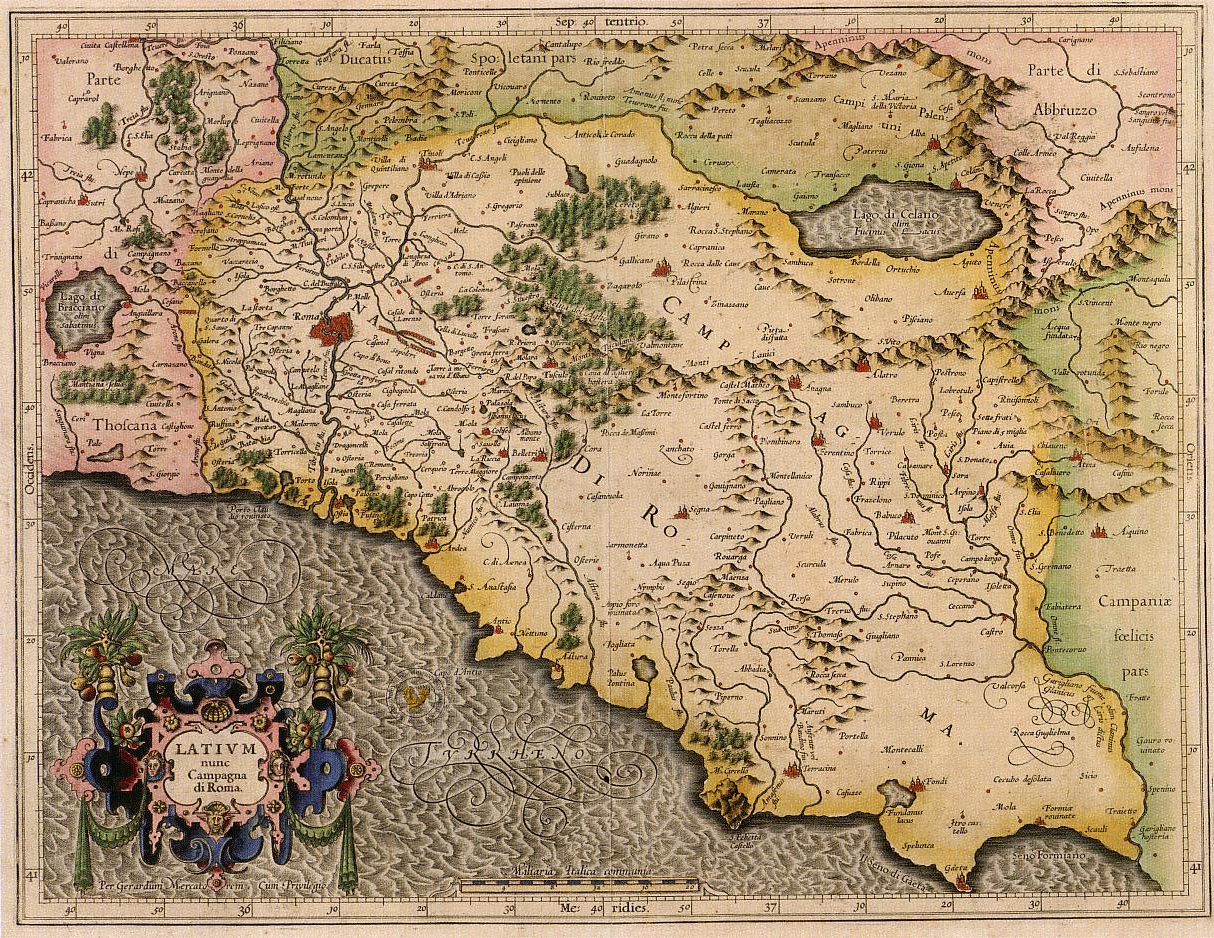
Gerardus Mercator, Latium, 1589
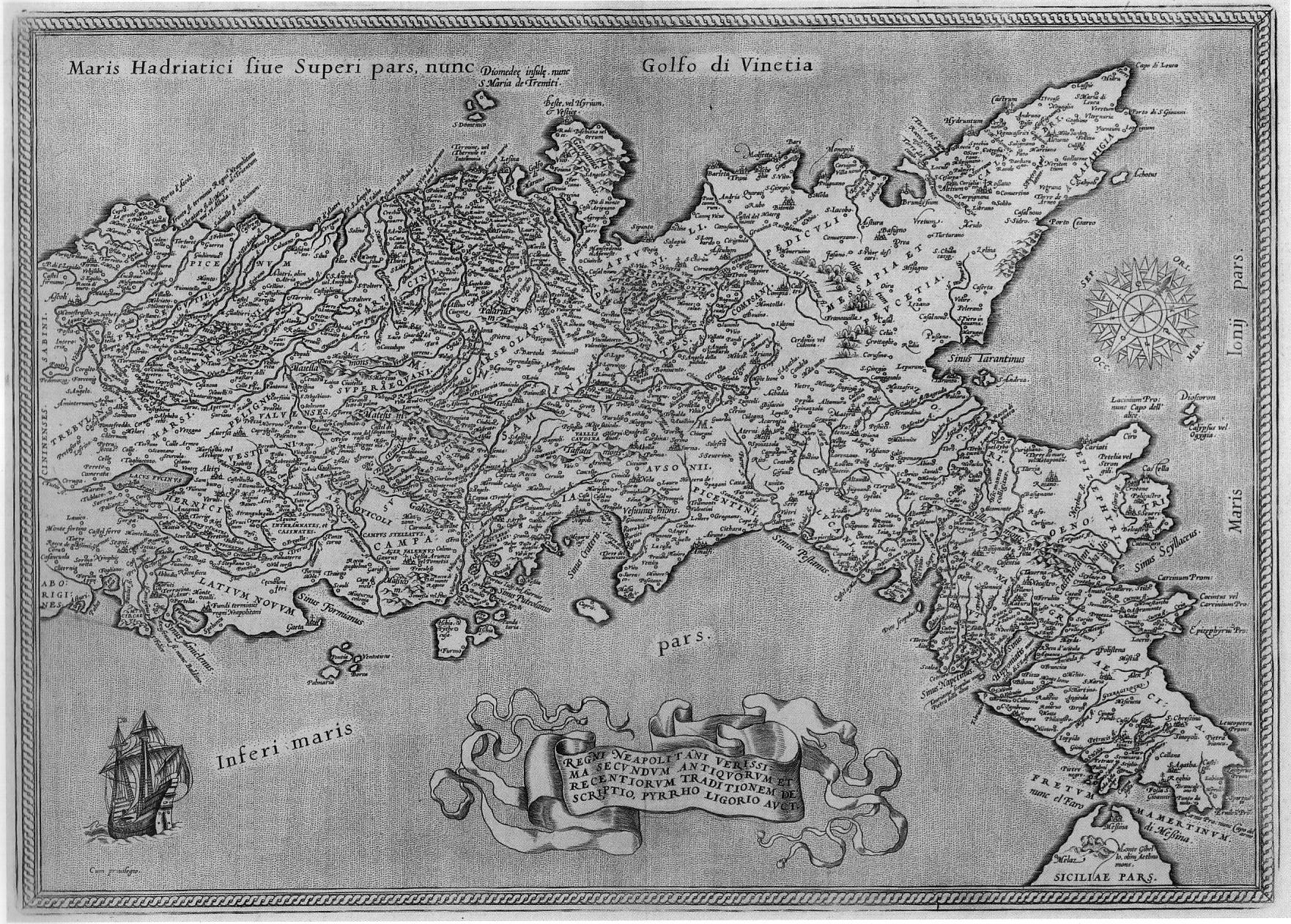
Pirro Ligorio, Regni Neapolitani verissima, 1570; presenta l'indicazione del Latium novum
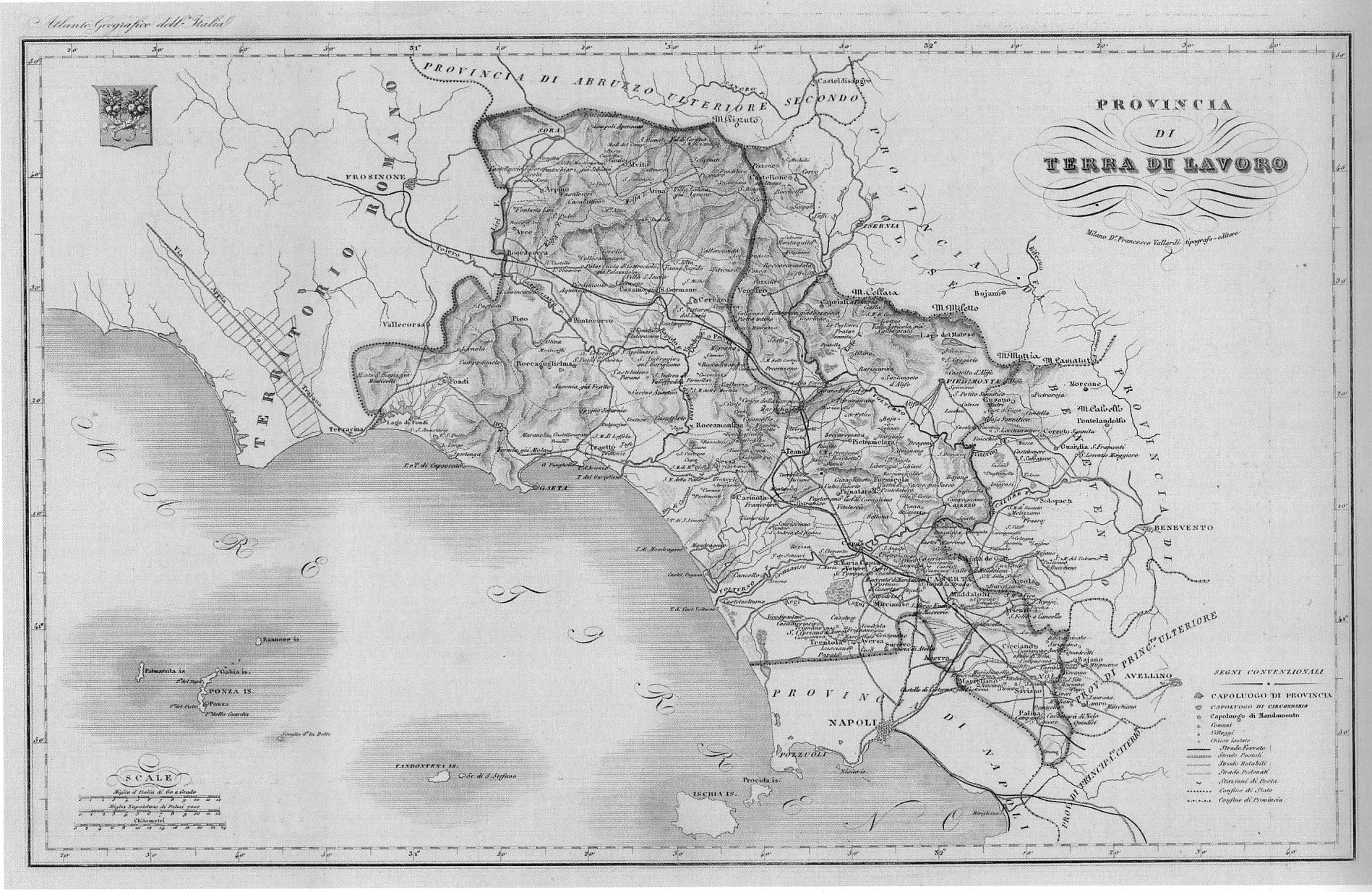
Attilio Zuccagni-Orlandini, Provincia di Terra di Lavoro, metà XIX secolo
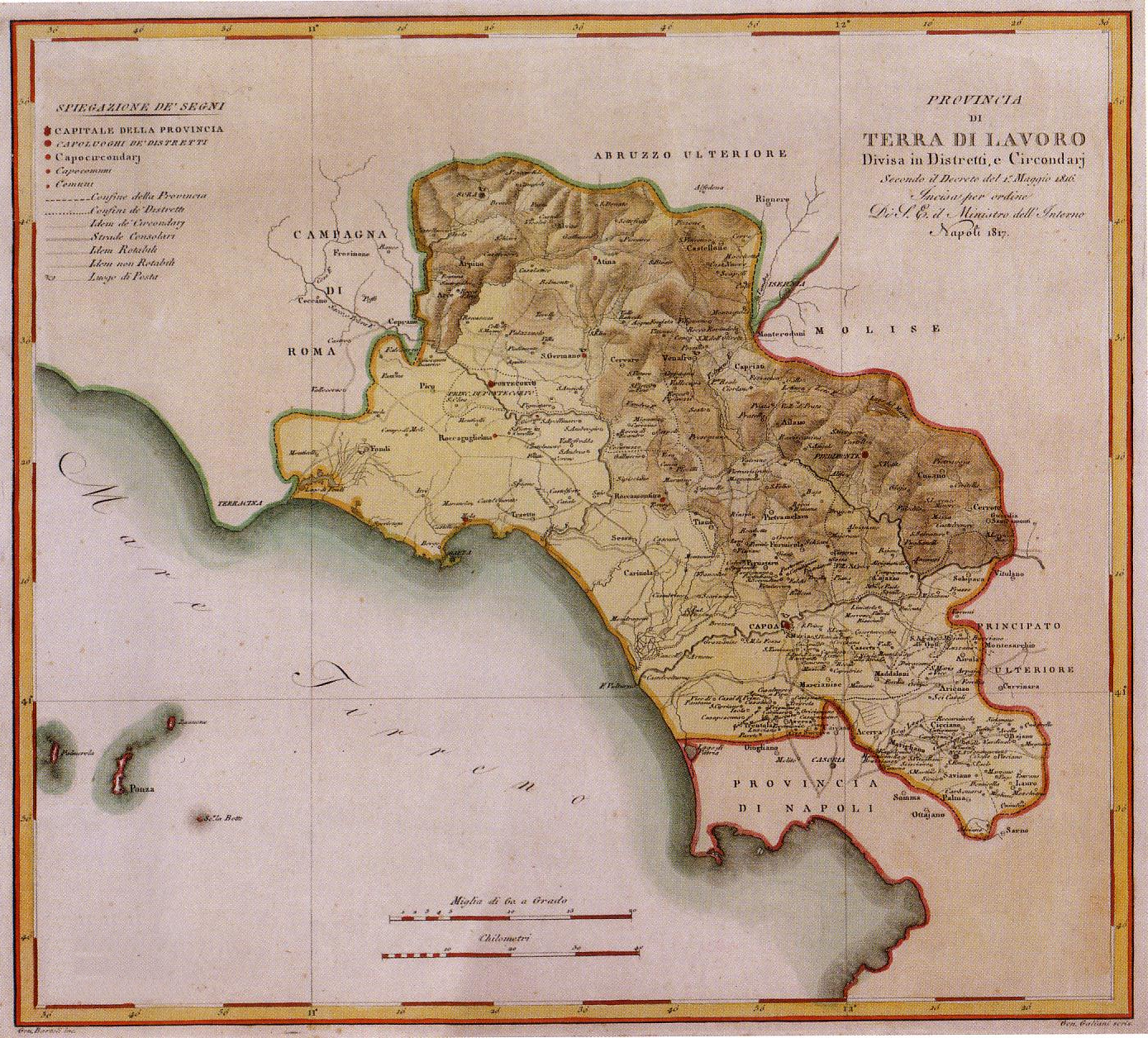
Gennaro Bartoli, Provincia di Terra di Lavoro, 1817
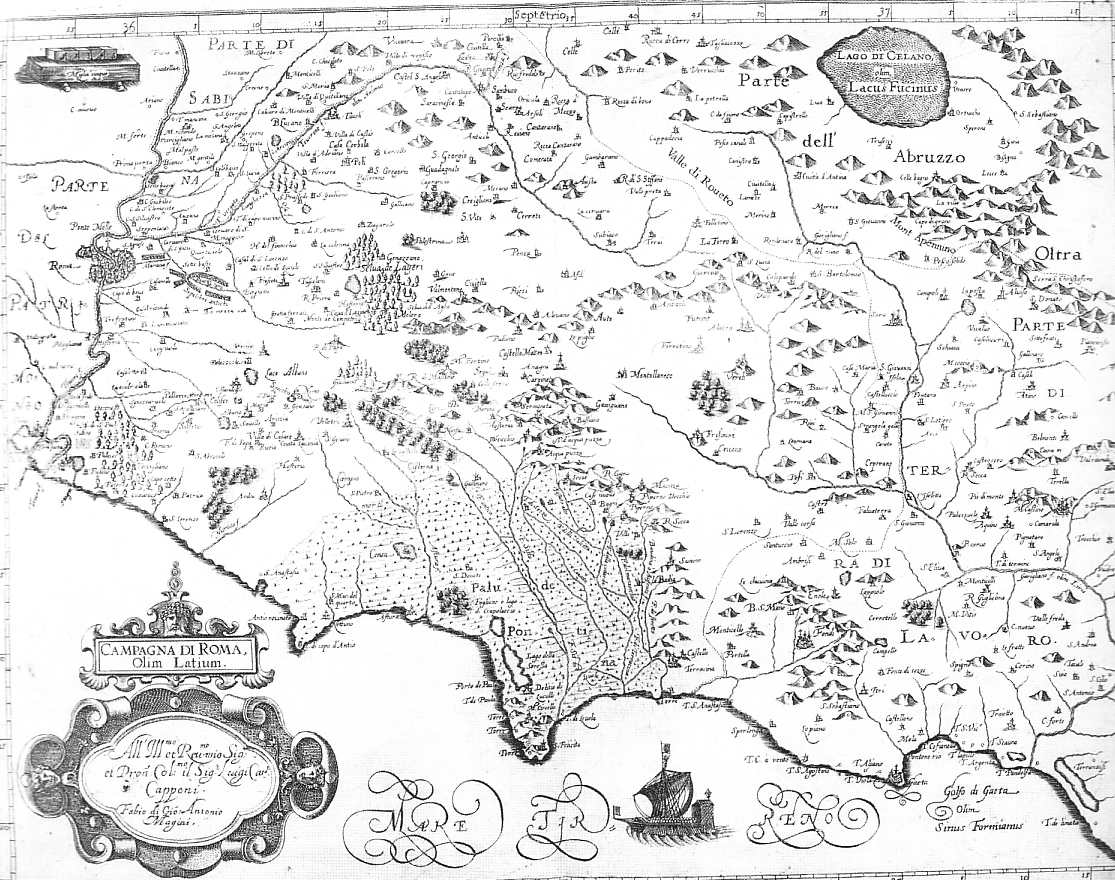
Giovanni Antonio Magini, Campagna di Roma, fine XVI secolo
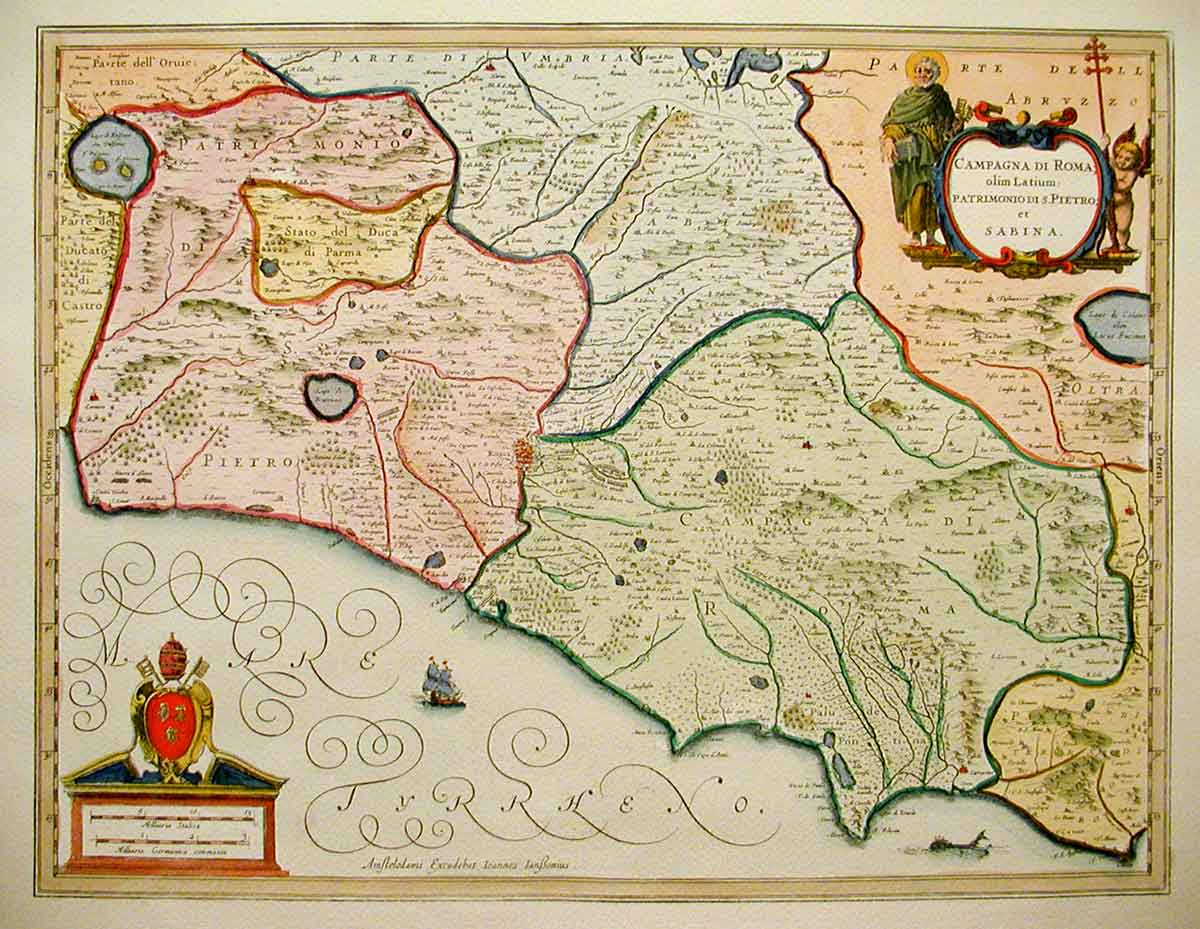
Johannes Ianbonius, Campagna di Roma, Patrimonio di San Pietro e Sabina, XVII secolo